# Rhinestone
Rhinestone ((bra: Rhinestone - Um Brilho na Noite; prt: O Destravado do Táxi Amarelo) é um filme estadunidense de 1984, do gênero comédia dramática, dirigido por Bob Clark com roteiro de Phil Alden Robinson e Sylvester Stallone e estrelado por Sylvester Stallone e Dolly Parton.

## Sinopse
Rhinestone é uma comédia musical em que Sylvester Stallone faz o papel do taxista Nick Martinelli e a estrela da música country Jake Farris, interpretada pela cantora Dolly Parton, tenta transformar Martinelli num cantor, tudo isto para ganhar uma aposta.

## Elenco
- Sylvester Stallone -- Nick Martinelli
- Dolly Parton -- Jake Farris
- Richard Farnsworth -- Noah Farris
- Ron Leibman -- Freddie Ugo
- Tim Thomerson -- Barnett Kale